# Высадка в бухте Анзак
Вы́садка в бу́хте Анза́к (англ. Landing at Anzac Cove тур. Arıburnu Cephesi) — десантная операция британской армии во время Дарданелльской операции Первой мировой войны, осуществленная 25 апреля — 3 мая 1915 года. Высадка происходила к северу от мыса Габа-Тепе на эгейском побережье полуострова. Целью высадки был захват береговых батарей и фортов османской армии, которые мешали прорваться к Константинополю. Высадка происходила в тяжёлых условиях, австралийские и новозеландские войска захватили плацдармы на берегу, однако расширить их не смогли.

## Боевые действия
Высадка частей австралийского и новозеландского корпуса должна была проходить у Габа-Тепе. Для прикрытия десанта выделялись 5 линейных кораблей и 1 крейсер. Корабли союзников прибыли к Габа-Тепе ночью, не найдя удобного места для высадки, они пошли на север вдоль побережья. Вскоре союзники выбрали местом десантирования пляж севернее Габа-Тепе. После начала десантирования австралийских и новозеландских частей, турецкое командование, оценив ситуацию, бросило на это направление дополнительные силы 19-й пехотной дивизии и артиллерию, которая начала обстрел высаживающихся частей.
Передовые отряды АНЗАК, высадившись, бросились в штыковую атаку на позиции османских войск. После ожесточённых боёв к 9 часам утра союзные войска взобрались на скалы, которые окружали пляж. Однако к этому времени сюда прибыли дополнительные подразделения 19-й дивизии. Заняв позиции за колючей проволокой, турки оказывали наступавшим частям АНЗАК яростное сопротивление. В 10 часов утра командир 19-й дивизии подполковник Мустафа Кемаль (в будущем — политический лидер постимперской Турции) повёл батальон своей дивизии в контратаку. После этого турецкое командование приняло решение бросить все силы 19-й дивизии против высадившихся союзников. К концу первого дня успели высадиться 12 000 солдат и офицеров АНЗАК, не имея возможности продвинуться вперёд, они находились на территории площадью 1500×500 м, неся тяжёлые потери.
Вскоре потери АНЗАК достигли 5000 человек, однако не было налажено санитарное обслуживание. Османская артиллерия вела огонь по кораблям союзной эскадры и по высадившимся войскам. В результате артогня было потоплено большое количество шлюпок десанта. Несмотря на эти тяжелейшие условия, высадка продолжалась. В течение дня 26 апреля десантирование не прекращалась, за это время османские войска предприняли 5 попыток контратаковать, однако все они были отбиты британскими войсками.
В ходе битвы почти полностью погиб 57-й пехотный полк турок.